# گیگانتین
گیگانتین (به انگلیسی: Gigantine) با فرمول شیمیایی ۲۳۷٫۲۹۵ یک ترکیب شیمیایی با شناسه پاب‌کم ۴۴۲۲۳۷ است. 